# Famille von Vincke
 (août 2024).
La famille von Vincke est le nom d'une ancienne famille noble westphalienne.
La famille dont il est question ici doit être distinguée de la famille noble Vincke von Ostenfelde (de), également originaire de Westphalie, mais dont les armoiries sont différentes et sans lien de parenté.

## Histoire
Le nom de la famille dérive du nom allemand du pinson, le passereau, mais autrefois aussi le nom pour les oiseaux chanteurs en général. Il existe encore plusieurs familles nobles de ce nom, mais elles se distinguent par l'orthographe, l'origine ou les armoiries.
La famille est mentionnée pour la première fois en 1223 avec le chevalier Heinrich Vincke dans un document d'Osnabrück. Plus tard, des membres de la famille deviennent châtelains et sénéchaux des comtes de Ravensberg et les princes-évêques d'Osnabrück, ainsi que hauts fonctionnaires de leurs successeurs en droit.
Au fil du temps, ils acquièrent de vastes propriétés en Westphalie, dont le manoir d'Ostenwalde (de) près de Melle avec le château de Diedrich (de) en 1343 (à ce jour) et, également depuis le XIVe siècle, le manoir de Kilver (de) (jusqu'en 1818) et depuis le milieu du XVIIIe siècle jusqu'en 1979 le château de Vellinghausen (de) et de 1771 à 1820 aussi le manoir de Böckel (de) et le manoir de Waghorst (de). Le manoir de Sondermühlen (de) appartient à la famille de 1479 à 1558.
Le qualificatif de "von" en tant que signe de noblesse n'est intégré dans le nom qu'au XVIIIe siècle, voire plus tôt dans certains cas. Ainsi, après la confirmation prussienne du titre de baron coutumier au XIXe siècle, certains membres se sont appelés uniquement barons Vincke.
La famille donne naissance à des membres importants. Le haut président de la province de Westphalie, Ludwig von Vincke (1774-1844), descend de la branche d'Ostenwalde. Le lieutenant-colonel et homme politique prussien Karl Friedrich von Vincke (de) (1800–1869) est issu de la branche d'Olbendorf. Il accompagne Helmuth von Moltke en Turquie en 1838 et participe à la guerre contre l'Égypte. En 1850, il devient député du Parlement de l'Union d'Erfurt et, à partir de 1858, il est député de la chambre des représentants de Prusse.

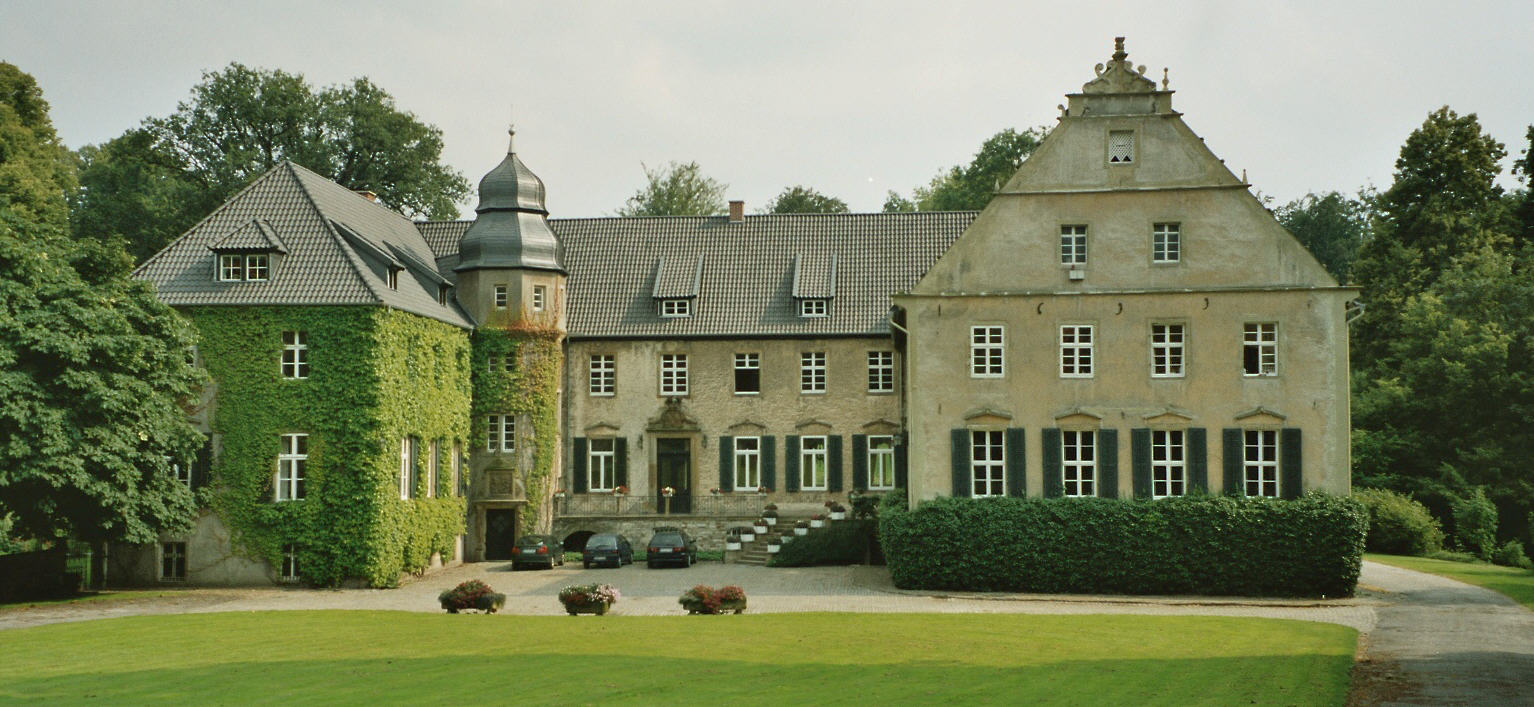
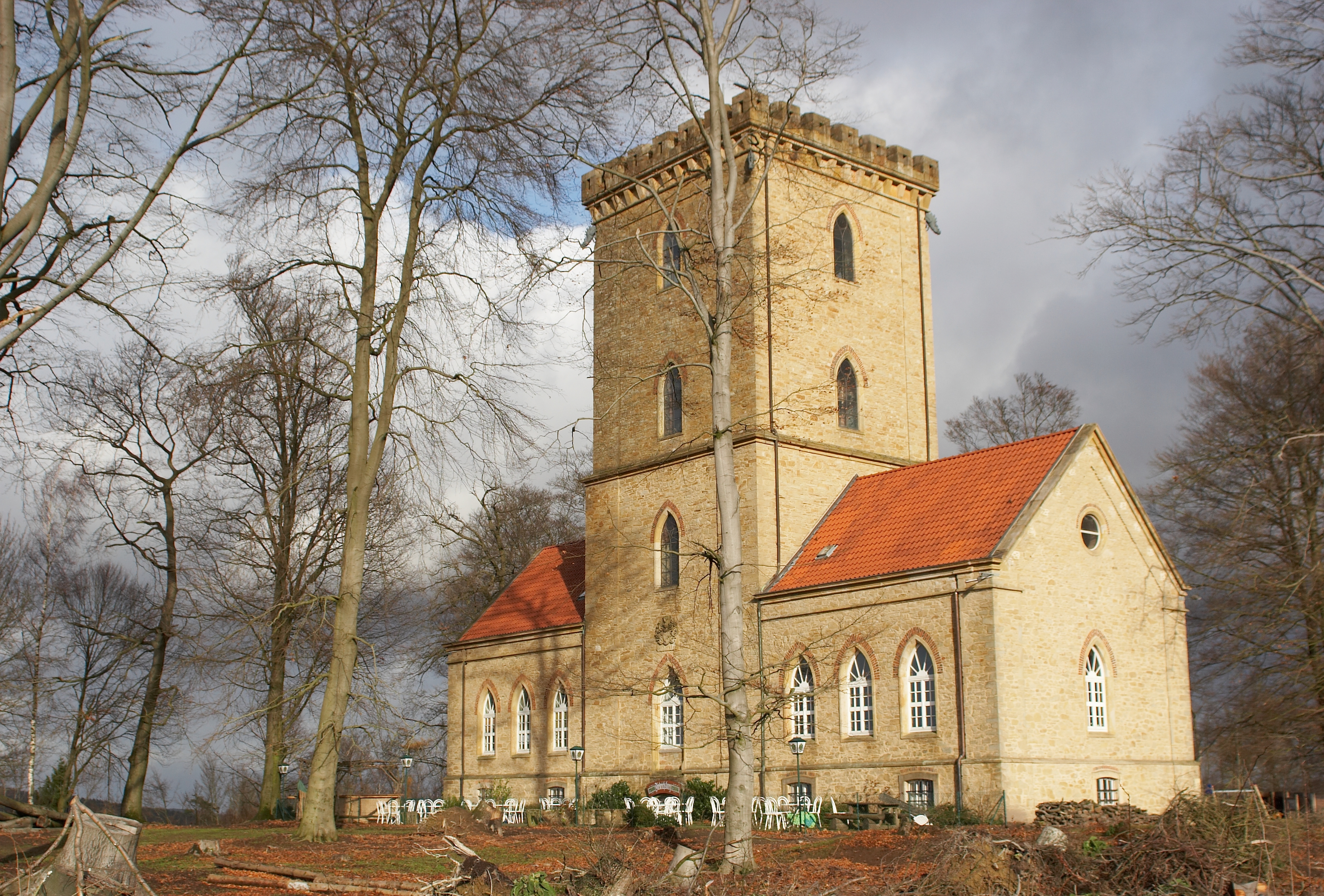

- Manoir d'Ostenwalde (de)
- Château de Diedrich (de)

## Armes

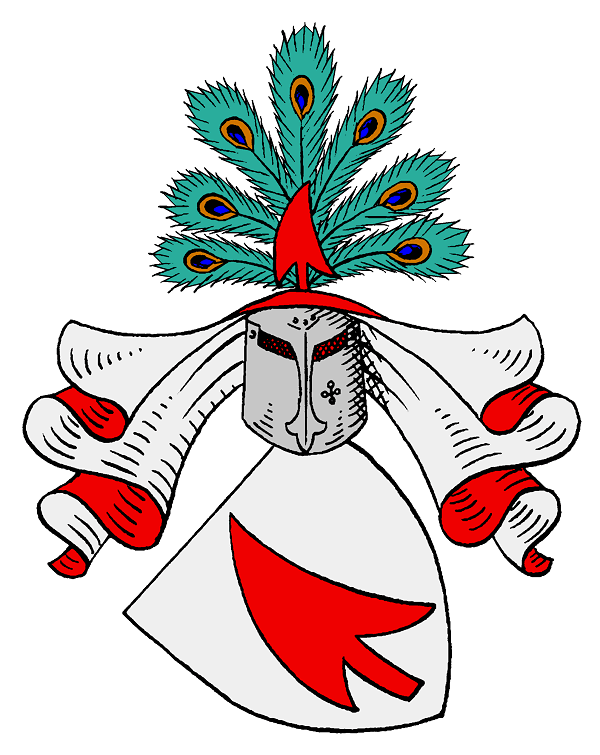
Armoiries de la famille von Vincke

Les armoiries de la famille montrent un soc de gueules en argent avec le côté large tourné vers la gauche. Sur le casque se trouve l'image du bouclier devant cinq (ou sept) plumes de paon naturelles. Les lambrequins sont de gueules et argent.

## Personnalités
- Ernst Idel Jobst von Vincke (1768-1845), lieutenant général hanovrien
- Ludwig von Vincke (1774-1844), réformateur prussien et haut président de la province de Westphalie
- Karl Friedrich von Vincke (de) (1800-1869), lieutenant-colonel et député de la chambre des représentants de Prusse.
- Georg von Vincke (1811-1875), fonctionnaire prussien, propriétaire de manoir et député du Reichstag de la chambre des représentants de Prusse, duel Vincke-Bismarck (de) en 1852
- Karl Gisbert Friedrich von Vincke (de) (1813-1892), conseiller du gouvernement prussien et écrivain
- Ernst von Vincke (de) (1819-1856), administrateur de l'arrondissement d'Hamm (de)
- Walter von Vincke (de) (1854-1920), administrateur de l'arrondissement d'Hamm, propriétaire foncier